# Крушев До
Крушев До је насељено мјесто у општини Сребреница, Република Српска, БиХ. Према попису становништва из 1991. у насељу је живјело 408 становника.

## Становништво 1991.
По посљедњем службеном попису становништва из 1991. године, насељено мјесто Крушев До имало је 408 становника, сљедећег националног састава:
| Националност       | 1991.        |
| Муслимани          | 407 (99,75%) |
| остали и непознато | 1 (0,25%)    |
| укупно             | 408          |

| Демографија | Демографија | Демографија |
| Година      | Становника  | Становника  |
| ----------- | ----------- | ----------- |
| 1948.       | 317         |             |
| 1953.       | 369         |             |
| 1961.       | 429         |             |
| 1971.       | 466         |             |
| 1981.       | 526         |             |
| 1991.       | 408         |             |
| 2013.       | 76          |             |